# Australian Indoor Championships 1988
LAustralian Indoor Championships 1988 è stato un torneo di tennis giocato cemento indoor del Sydney Entertainment Centre di Sydney in Australia. Il torneo fa parte del Nabisco Grand Prix 1988. Si è giocato dal 10 al 16 ottobre 1988.

## Campioni

### Singolare maschile
Slobodan Živojinović ha battuto in finale  Richard Matuszewski con il punteggio di 7–6, 6–3, 6–4

### Doppio maschile
Darren Cahill /  John Fitzgerald hanno battuto in finale  Martin Davis /  Brad Drewett con il punteggio di 6–3, 6–2